# Голенькино
Голенькино — деревня в Рыбновском районе Рязанской области. Входит в Истобниковское сельское поселение.

## География
Находится в западной части Рязанской области на расстоянии приблизительно 5 км на север по прямой от железнодорожного вокзала в городе Рыбное.

## История
На карте 1850 года показана как поселение с 4 дворами. В 1859 году здесь (тогда деревня Голенкино Рязанского уезда Рязанской губернии) было учтено 10 дворов, в 1897 — 9. Ныне имеет дачный характер.

## Население
Численность населения: 71 человек (1859 год), 80 (1897), 0 как в 2002 году, так и в 2010.